# SN 2010gm
SN 2010gm – supernowa typu Ia odkryta 19 lipca 2010 roku w galaktyce M+07-36-25. W momencie odkrycia miała maksymalną jasność 17,90m.